# Riđotrbi guan
Riđotrbi guan (lat. Penelope ochrogaster) je vrsta ptice iz roda Penelope, porodice Cracidae. Živi isključivo u Brazilu, endem je te države. Prirodna staništa su joj suptropske i tropske suhe šume i močvare. Ugrožena je gubitkom staništa.